# Medaille ter Herdenking aan de Negende April 1940
Medaille ter Herdenking aan de Negende April 1940 (Deens:"9 april 1940 Minnesmedalje") is een Deense onderscheiding.
Koning Christiaan X van Denemarken stichtte de medaille op 17 juli 1940 ter herinnering aan het kortstondige Deense verzet tegen de Duitse inval op 9 april 1940. Hoewel Denemarken weinig of geen verzet had kunnen bieden tegen de Duitse invasie (codenaam "Operatie Weserübung") werd de medaille aan alle Deense militairen die op die dag dienstdeden in de eenheden die het land verdedigden uitgereikt.
De medaille wordt aan een rood lint met witte bies en witte zijstrepen gedragen.
Medailles van Verdienste ·
Medaille voor Langdurige Dienst ·
Medaille "Ingenio et Arti" ·
Medaille voor Nobele Daden ·
Ereteken van het Deense Rode Kruis ·
Medaille van Verdienste voor de Groenlandse Onafhankelijkheid ·
Herinneringsmedaille aan de 70e Verjaardag van Hare Majesteit Koningin Margrethe
Herinneringsmedaille aan de 75e Verjaardag van Prins Henrik

Zie ook: Historische Orden van Denemarken · Onderscheidingen in Denemarken